# Paul-Sacher-Stiftung

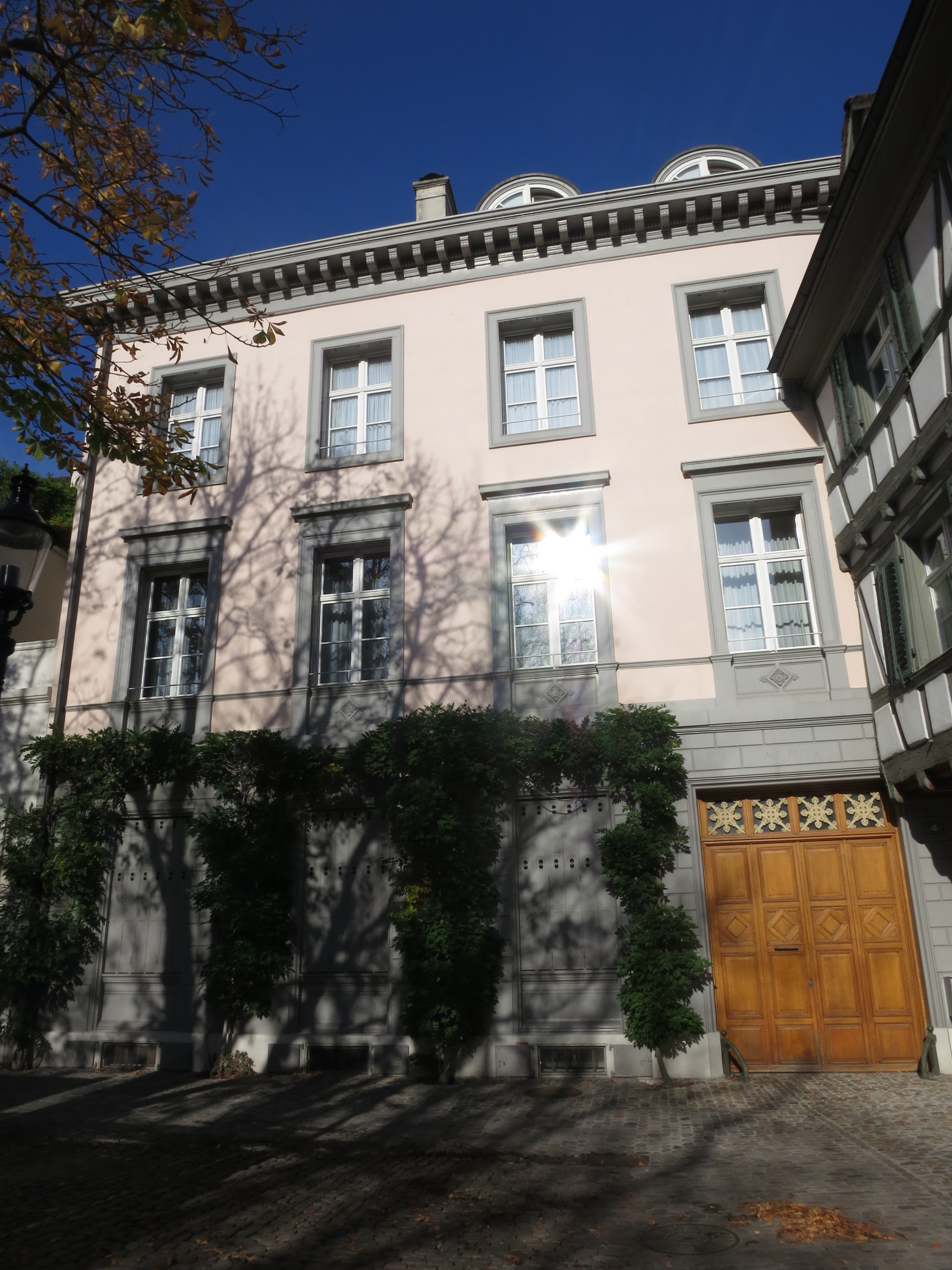
Paul Sacher Stiftung

Die Paul Sacher Stiftung in Basel (Schweiz) ist ein international tätiges Archiv und Forschungszentrum für die Musik des 20. und 21. Jahrhunderts.

## Geschichte
Die Stiftung wurde 1973 von dem Basler Dirigenten und Mäzen Paul Sacher gegründet, anfangs mit dem Ziel der Bewahrung seiner eigenen Manuskriptsammlung und musikalischen Bibliothek. Mit der einige Zeit später einsetzenden systematischen Erweiterung der Bestände wandelte sich diese Aufgabe. Mittlerweile gehört die Stiftung zu den bedeutenden internationalen Forschungsinstitutionen für die Musik des 20. und 21. Jahrhunderts. Ihre Bestände umfassen rund 120 Nachlässe und Sammlungen von Komponisten sowie Interpreten wie Igor Strawinsky, Béla Bartók, Anton Webern, György Ligeti, Heinz Holliger, Ursula Holliger, Sofia Gubaidulina oder Kaija Saariaho, die sie der internationalen Forschung zugänglich macht. Ergänzt werden diese Sammlungen durch eine umfangreiche Fachbibliothek zur Musik des 20. und 21. Jahrhunderts sowie eine Phonothek und Videothek. 
Mit eigenen Forschungsprojekten und Publikationen beteiligt sich die Stiftung selbst an der wissenschaftlichen Erforschung und Aufarbeitung ihrer Bestände.

## Sammlungen, Teilnachlässe, Nachlässe und Vorlässe (Auswahl)
- Conrad Beck
- Luciano Berio
- Pierre Boulez
- Henri Dutilleux
- Clytus Gottwald
- René Leibowitz
- György Ligeti
- Witold Lutosławski
- Bruno Maderna
- Frank Martin
- Peter Mieg
- Marcel Mihalovici
- Conlon Nancarrow
- Steve Reich
- Rolf Urs Ringger
- Igor Strawinsky
- Viktor Ullmann
- Anton Webern